# Parmotrema subhanningtonianum
Parmotrema subhanningtonianum är en lavart som beskrevs av Sérus. Parmotrema subhanningtonianum ingår i släktet Parmotrema och familjen Parmeliaceae.   Inga underarter finns listade i Catalogue of Life.